# حکم کنیل‌وورث
حکم کنیل‌وورث (انگلیسی: Dictum of Kenilworth) صادر شده در تاریخ ۳۱ اکتبر ۱۲۶۶، یک حکم آشتی و صلح میان شورشی‌ها و حکومت پادشاهی در جریان دومین نبرد بارون‌ها در انگلستان می‌باشد، پس از پیروزی بارون‌های شورشی در نبرد لوئس به سال ۱۲۶۴ تحت رهبری سیمون دو مونتفورد، ششمین ارل لستر، برای مدت زمان کوتاهی کنترل حکومت سلطنتی در اختیار آنها قرار گرفت اما با آغاز نبرد ایوشام که در سال آینده اتفاق افتاد و منتهی به کشته شدن مونتفورد گردید، پادشاه هنری سوم مجدداً قدرت را به دست گرفت و اقدام به ترمیم پایه‌های حکومتش نمود.
یک گروه از شورشیان در زمان برگزاری محاصره کنیل‌وورث در قلعه کنیل‌وورث اقدام به مقاومت نمودند و از آنجا که مدافعان مقاومت شدیدی داشتند و از طرفی قلعه تسخیر ناپذیر می‌نمود، به ناچار و از طریق مداخله پاپ حکم کنیل‌وورث اجرایی گردید.